# SN 2002gz
SN 2002gz – supernowa typu Ic odkryta 15 października 2002 roku w galaktyce A023410-0053. W momencie odkrycia miała maksymalną jasność 18,30m.